# Svenska Genealogiska Samfundet
Svenska Genealogiska Samfundet (SGS) är en ideell förening som arbetar för att främja vetenskapliga metoder inom släktforskning. Föreningen utgav 2007–2016 Svensk Genealogisk Tidskrift (SGT).